# Huntress (Band)
Huntress war eine amerikanische Heavy-Metal-Band aus Los Angeles. Gegründet wurde sie 2009 von der Sängerin Jill Janus, die zuvor auch als DJ tätig war. Nach Janus’ Tod im Jahr 2018 verzeichnete die Band keine Aktivitäten mehr.

## Geschichte

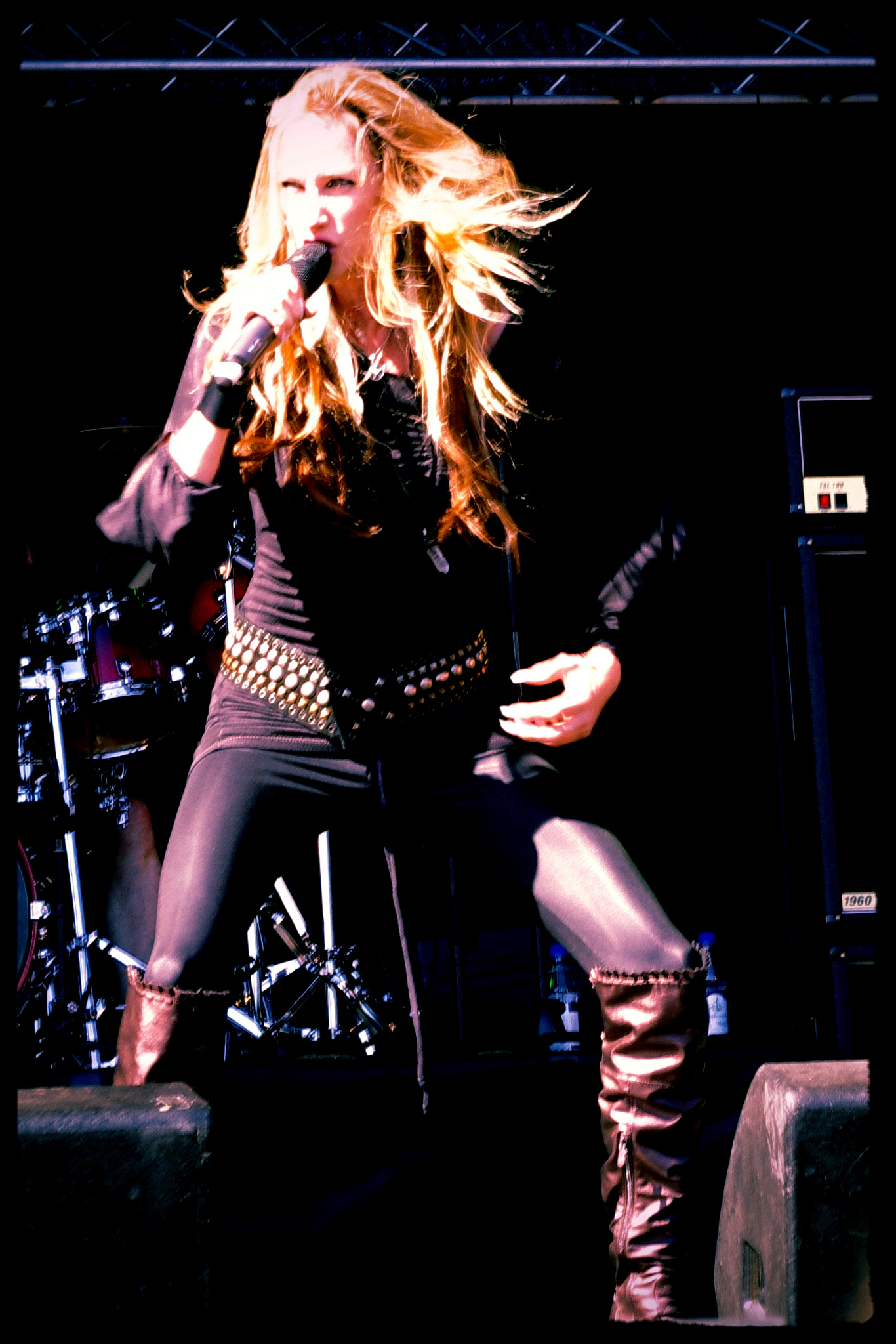
Jill Janus, Sweden Rock (2013)

Als Teenager kam Jill Janus mit dem Metal in Berührung, ausschlaggebend für ihr Interesse an der Musik war das Tape-Trading mit einem Brieffreund aus Deutschland und die Musik der Suicidal Tendencies. Janus, die eigenen Angaben zufolge einen Stimmumfang von vier Oktaven hat, war zunächst als Mitglied eines Opern-Ensembles unterwegs, war Playmate und trat unter dem Namen „DJ Tuesdae“ als DJ für die High Society in Erscheinung. Beides tat sie vorgeblich nur des Geldes wegen, wollte jedoch immer Metal spielen.
2009 gründete sie Huntress gemeinsam mit den Gitarristen Blake Meahl und Ian Alden (ex-Trigger Renegade) sowie Bassist Greg Imhoff und Schlagzeuger Sean Ford von Professor. 2010 erschien die erste selbstproduzierte EP Off with Her Head. Wenig später verließen Bassist Imhoff und Schlagzeuger Ford die Band und wurden durch Eric Harris (Bass, ex-Skeletonwitch) und Carl Wierzbicky (Schlagzeug) ersetzt. 2011 erschien die Single Eight of Swords und ein Musikvideo, das wegen des „sexy Auftretens“ der Sängerin innerhalb der Metal-Szene für Aufmerksamkeit sorgte. Janus zufolge war dies kalkuliert, da die Band so hoffte, einen Plattenvertrag zu erhalten. Ende 2011 nahm Napalm Records die Band unter Vertrag und im Frühjahr erschien das Debütalbum Spell Eater. Die darauf folgende Tournee durch die USA finanzierte die Gruppe durch eine Indiegogo-Kampagne, bei der sie 17.000 US-Dollar einnahm. Für zwei Einzelspenden von mehr als 1.000 Dollar nahm Huntress zwei Coverversionen exklusiv nach dem Wunsch der Spender auf, die zudem entscheiden konnten, ob die Aufnahmen offiziell veröffentlicht werden sollten.
Am 28. Juni 2013 erschien das zweite Album Starbound Beast, das nach Angaben von Jill Janus den zweiten Teil einer thematischen Albenreihe darstellt. Während Spell Eater ein Mädchen symbolisiere, stehe Starbound Beast für die Mutter, die nach etwas eigentlich Unerreichbarem strebt. Das dritte Album hingegen soll von einer durchtriebenen alten Frau handeln. Mit I Want to Fuck You to Death steuerte Lemmy Kilmister einen Liedtext zum zweiten Album bei.
Am 25. September 2015 veröffentlichte Huntress ihr drittes Studio-Album Static über Napalm Records.
Sängerin Jill Janus beging am 14. August 2018 Suizid.

## Stil
Auf dem Debütalbum bietet Huntress klassischen Heavy Metal, der mit Bands wie Judas Priest, Iced Earth und Metal Church verglichen wird. Markenzeichen war der Gesang von Jill Janus, der als Mischung aus Sabina Classen und Doro Pesch beschrieben wurde. Texte und Gesangslinien stammten von Sängerin Janus, die Musik von den beiden Gitarristen Blake Meahl und Ian Alden. Die Texte werden von Themen aus Okkultismus und Magie bestimmt, Janus bezeichnet sich selber als moderne Hexe. Satanismus spielt bei Huntress keine Rolle.

## Diskografie
- 2010: Off with Her Head (EP)
- 2011: Eight of Swords (Single)
- 2012: Spell Eater (Album)
- 2013: Starbound Beast (Album)
- 2015: Static (Album)

## Trivia
Sängerin Jill Janus hatte im Spielbuch Metal Heroes – and the Fate of Rock einen Cameo-Auftritt als zwielichtige Hexe.